# Santiago Bernabéu Yeste
Santiago Bernabéu, teljes nevén Santiago Bernabéu de Yeste (Almansa, 1895. június 8. – Madrid, 1978. június 2.) spanyol labdarúgó, edző. A Santiago Bernabéu stadion névadója.

## Játékos-pályafutása
1911-ben lett a Real Madrid játékosa. Ebben a minőségben 1928-ig állt a klub alkalmazásában, majd 33 évesen visszavonult. Ezalatt az idő alatt 80 mérkőzésen 70-szer talált az ellenfél hálójába.

## Szerepe a közéletben
Fontos szerepet játszott a spanyol polgárháborúban. Tagja volt Franco tábornok seregének, amely lerohanta Katalóniát.[forrás?]

## Elnökként
1943-ban lett a Real elnöke, amelyet a háború személyi veszteségei miatt gyakorlatilag teljesen újjá kellett szervezni.
Az ő regnálása alatt épült fel a Ciudad Deportiva, a klub első edzőkomplexuma, valamint ő építette fel az „Új Estadio Chamartínt” is, amelyet később róla neveztek el.
A klub körülményeinek rendezése után olyan játékosokat csábított a csapathoz, mint Alfredo Di Stéfano, Puskás, Kopa, Rial, Gento, Santamaría, vagy később Günter Netzer, del Bosque vagy Santillana.
Nagy szerepe volt a Bajnokcsapatok Európa-kupája, a mai Bajnokok Ligája létrejöttében is. Egyike volt azon elnököknek, akik a L'Équipe francia sportnapilap segítségével először fogalmazták meg egy nemzetközi kupasorozat gondolatát.
Halála napján, amely éppen az 1978-as világbajnokságra esett, a FIFA háromnapos gyászszünetet rendelt el a tiszteletére. Elnöksége alatt a Real hat BEK-et, tizenhat bajnoki címet, hat kupagyőzelmet és egy világkupa-győzelmet szerzett.

## Külső hivatkozások
- Profilja a fifa.comon Archiválva 2007. november 17-i dátummal a Wayback Machine-ben

| Előző Antonio Santos Peralba | A Real Madrid elnöke 1943–1978 | Következő Luis de Carlos |